# Tsuneo Tamagawa
Tsuneo Tamagawa (玉河 恒夫, Tamagawa Tsuneo), né le 11 décembre 1925 à Tokyo et mort le 30 décembre 2017 à New Haven,(Connecticut) est un mathématicien. Il travaille sur l'arithmétique des groupes classiques.

## Biographie
Tsuneo Tamagawa naît  le 11 décembre 1925 à Tokyo.
Il obtient son doctorat en 1954 à l'Université de Tokyo sous la direction de Shokichi Iyanaga. Tamagawa est chercheur invité à l'Institute for Advanced Study en 1955-1956, 1958 et 1970. Il fait partie de la faculté de l'Université Yale en 1963 et devient émérite en 1996.
Il introduit les nombres de Tamagawa, qui sont des mesures de groupes algébriques sur des corps de nombres algébriques. Ces mesures jouent un rôle essentiel dans les conjectures sur la géométrie algébrique arithmétique, comme celles de Spencer Bloch et Kazuya Kato.
Il a Doris Schattschneider et Audrey Terras comme doctorantes.
Tsuneo Tamagawa meurt le 30 décembre 2017 à New Haven,(Connecticut), à l’âge de 92 ans.